# イグナーツ・フォン・ザイフリート
イグナーツ・ヨーゼフ・リッター・フォン・ザイフリート（Ignaz Joseph Ritter von Seyfried, 1776年8月15日 - 1841年8月27日）は、オーストリアの音楽家、指揮者、作曲家。ウィーンに生まれ、同地に没した。本人は回顧録の中で、ヴォルフガング・アマデウス・モーツァルトとヨハン・ゲオルク・アルブレヒツベルガーの両人に師事したと述べている。アルブレヒツベルガーの死後、師の作品全集を出版。門下からはフランツ・フォン・スッペ、ハインリヒ・ヴィルヘルム・エルンスト、アントニオ・カシミル・カルテッリエリ、ヨーゼフ・フィッシュホフ、エドゥアルト・マルクスゼンらが輩出している。

## 指揮者として
青年期にはエマヌエル・シカネーダーがウィーンのアウフ・デア・ヴィーデン劇場で率いたのオペラ一座の副指揮者を務め、1797年に音楽監督に就任すると1826年まで一座の新しい劇場であったアン・デア・ウィーン劇場でその職を務めた。回顧録にはシカネーダーの助力を受けて書かれたモーツァルトの『魔笛』の初演に関する記述があり、その数週間後のモーツァルトの死についても興味深い逸話が語られている。
1806年、ザイフリートはルートヴィヒ・ヴァン・ベートーヴェンの『フィデリオ』の改稿前の版の初演を行っている。ザイフリートの回顧録にはベートーヴェンに関しても驚くべき記述があり、彼が『Studien im Generalbasse』（通奏低音の研究）余禄に記したベートーヴェンの情報は「高い伝記的価値」があり、「崇拝された巨匠を取り巻く状況に関して知られていることの全て」が盛り込まれ、なおかつそれらは「信頼に足る事実」であるとされる。

## 作曲家として
ザイフリートの作品について、ニューグローヴ世界音楽大事典には次のように述べられている。「多才さゆえにウィーンの音楽界で独自の位置を占めたものの、その作品にはひとつたりとも真の独創性や特徴を示すものはない。」